# SheBelieves Cup 2021
Der SheBelieves Cup 2021 für Frauenfußballnationalteams fand vom 18. bis 24. Februar 2021 in den Vereinigten Staaten statt. Er war die sechste Austragung dieses Turnieres. Teilnehmer waren Rekord-Weltmeister und Gastgeber USA, Rekord-Südamerikameister Brasilien, Argentinien und Kanada, die erstmals teilnahmen. In der FIFA-Weltrangliste vom Dezember 2020 belegten die vier Mannschaften die Plätze 1 (USA), 8 (Brasilien und Kanada) und 31 (Argentinien). Für die März-Weltrangliste gelten die Spiele als Freundschaftsspiele zwischen Top-10-Mannschaften. Für drei der vier Mannschaften diente das Turnier auch als Vorbereitung auf die Olympischen Spiele 2020, die wegen der COVID-19-Pandemie um ein Jahr verschoben wurden. Der zuerst eingeladene Asienmeister Japan sagte die Teilnahme am 29. Januar wegen der Pandemie ab, als Ersatz wurde Argentinien eingeladen.
Aufgrund der COVID-19-Pandemie fanden alle Spiele im mit Naturrasen ausgestatteten Exploria Stadium in Orlando statt, das bereits 2018 und 2020 Spielort des Turniers war. Zuvor gab es immer drei Austragungsorte. Die Spiele fanden jeweils als Doppelveranstaltungen statt. Es wurde eine limitierte Anzahl von Zuschauern zugelassen.
Mit ihren drei Toren erhöhte Torschützenkönigin Megan Rapinoe ihre Gesamtzahl an Toren beim SheBelieves Cup auf 7 und löste damit Ellen White als beste Torschützin des Cups ab.

## Spielergebnisse
| Pl. | Land        | Sp. | S | U | N | Tore    | Diff. | Punkte |
| --- | ----------- | --- | - | - | - | ------- | ----- | ------ |
| 1.  | USA         | 3   | 3 | 0 | 0 | 009:000 | +9    | 09     |
| 2.  | Brasilien   | 3   | 2 | 0 | 1 | 006:300 | +3    | 06     |
| 3.  | Kanada      | 3   | 1 | 0 | 2 | 001:300 | −2    | 03     |
| 4.  | Argentinien | 3   | 0 | 0 | 3 | 001:110 | −10   | 0      |

|                                                        |   |             |           |
| 18. Februar 2021 um 16:00 Uhr ET (22:00 Uhr MEZ)       |   |             |           |
| Brasilien                                              | – | Argentinien | 4:1 (1:0) |
| 18. Februar 2021 um 19:00 Uhr ET (19. um 1:00 Uhr MEZ) |   |             |           |
| USA                                                    | – | Kanada      | 1:0 (0:0) |
| 21. Februar 2021 um 15:00 Uhr ET (21:00 Uhr MEZ)       |   |             |           |
| USA                                                    | – | Brasilien   | 2:0 (1:0) |
| 21. Februar 2021 um 18:00 Uhr ET (24:00 Uhr MEZ)       |   |             |           |
| Argentinien                                            | – | Kanada      | 0:1 (0:0) |
| 24. Februar 2021 um 16:00 Uhr ET (22:00 Uhr MEZ)       |   |             |           |
| Kanada                                                 | – | Brasilien   | 0:2 (0:2) |
| 24. Februar 2021 um 19:00 Uhr ET (25. um 1:00 Uhr MEZ) |   |             |           |
| USA                                                    | – | Argentinien | 6:0 (4:0) |

Die Platzierungen erfolgten anhand folgender Kriterien:
1. Punkte aus allen Spielen (3 Punkte für einen Sieg, 1 Punkt für ein Remis)
2. Tordifferenz aus allen Spielen (ohne Belang)
3. Anzahl Tore in allen Spielen (ohne Belang)
4. Direkter Vergleich (ohne Belang)
5. Fairplay-Wertung (ohne Belang)

## Torschützinnen
| Rang | Spielerin      | Tore |
| ---- | -------------- | ---- |
| 1    | Megan Rapinoe  | 03   |
| 2    | Debinha        | 02   |
| 2    | Christen Press | 02   |

| Rang | Spielerin           | Tore |
| ---- | ------------------- | ---- |
| 3    | Mariana Larroquette | 01   |
| 3    | Adriana             | 01   |
| 3    | Julia Bianchi       | 01   |
| 3    | Geyse               | 01   |
| 3    | Rose Lavelle        | 01   |

| Rang | Spielerin         | Tore |
| ---- | ----------------- | ---- |
| 3    | Marta             | 01   |
| 3    | Sarah Stratigakis | 01   |
| 3    | Carli Lloyd       | 01   |
| 3    | Kristie Mewis     | 01   |
| 3    | Alex Morgan       | 01   |

## Schiedsrichterinnen
0  Marianela Araya  Melissa Borjas  Francia González  Danielle Chesky  Ekaterina Koroleva  Tori Penso